# Flandern-Rundfahrt 2006
Die Flandern-Rundfahrt 2006 war die 90. Austragung des Rad-Klassikers Flandern-Rundfahrt. Es wurde am 2. April 2006 über eine Distanz von 258 km ausgetragen. Das Rennen wurde von Tom Boonen vor Leif Hoste und George Hincapie gewonnen. Der Drittplatzierte Hincapie wurde aber nachträglich wegen Dopingvergehen disqualifiziert.

## Teilnehmende Mannschaften
| Quick Step-Innergetic AG2R Prévoyance Lampre-Fondital | Davitamon-Lotto Bouygues Télécom Liquigas | Team CSC Cofidis-Le Crédit par Téléphone Team Milram | Caisse d’Epargne-Illes Balears Crédit Agricole Rabobank | Euskaltel-Euskadi Française des Jeux Phonak Hearing Systems | Liberty Seguros-Würth Gerolsteiner Discovery Channel | Saunier Duval-Prodir Team Telekom |

| Chocolade Jacques-Topsport Vlaanderen | Landbouwkrediet-Colnago | Unibet.com | Tenax Salmilano | Skil-Shimano |

## Ergebnis
|    | Fahrer            | Land               | Team                   | Zeit       |
| -- | ----------------- | ------------------ | ---------------------- | ---------- |
| 1  | Tom Boonen        | Belgien            | Quick Step-Innergetic  | 6h 30' 14" |
| 2  | Leif Hoste        | Belgien            | Team Discovery Channel | gl. Zeit   |
| 3  | George Hincapie   | Vereinigte Staaten | Team Discovery Channel | DSQ        |
| 4  | Peter Van Petegem | Belgien            | Davitamon-Lotto        | + 1' 17"   |
| 5  | Alessandro Ballan | Italien            | Lampre-Caffita         | gl. Zeit   |
| 6  | Fabian Cancellara | Schweiz            | Team CSC               | gl. Zeit   |
| 7  | Paolo Bettini     | Italien            | Quick Step-Innergetic  | + 1' 50"   |
| 8  | Karsten Kroon     | Niederlande        | Team CSC               | gl. Zeit   |
| 9  | Andreas Klier     | Deutschland        | T-Mobile               | DSQ        |
| 10 | Roberto Petito    | Italien            | Tenax Salmilano        | gl. Zeit   |